# لماذا نريدك أن تصبح غنيا؟
يعد كتاب «لماذا نريدك أن تصبح غنيًا؟» غير خيالي، وهو لرجلين كتبا رسالة واحدة عن التمويل الشخصي, فقد شارك في تأليفه دونالد ترامب وروبرت كيوساكي.  
نُشِر الكتاب أول مرة على شكل كتاب ذي غلاف مقوى عام 2006. أصبح المؤلفان المشاركان في هذا العمل على دراية ببعضهما بعضًا من طريق العمل المشترك في ملحق التعلم, وقد أعجب ترامب بالنجاح الذي حققه كيوساكي في كتابه «الأب الغني، والأب الفقير». شارك ترامب وكيوساكي في تأليف كتاب آخر معًا عام 2011، ميداس تاتش: لماذا يصبح بعض رجال الأعمال أثرياء, وبعضهم لا؟
يناقش الكتاب المشكلات الاقتصادية التي يواجهها الأمريكيون, ومنها الضغوطات التي تمر بها الطبقة الوسطى والعولمة الاقتصادية والديون الوطنية للولايات المتحدة. ينصح المؤلفون المقبلين على قراءة الكتاب باكتساب المعرفة المالية والتعمق في ريادة الأعمال. ينتقد ترامب وكيوساكي الصناديق المشتركة، ويدعوان إلى الاستثمار العقاري وسيلةً لبناء الثروة.
حقق كتاب «لماذا نريدك أن تصبح غنيًا؟» نجاحًا ماليًا، إذ ظهر أول مرة في قائمة أفضل الكتب مبيعًا في صحيفة نيويورك تايمز في الأسبوع الأول من نشره, وبقي على القائمة مدة أربعة أسابيع.
أطلقت مجلة الناشرين الأسبوعية على ترامب وكيوساكي, تركيبة رابحة بنحو غريب. كان التمويل الشخصي من كيبلينغر (Kiplinger) أمرًا في غاية الأهمية, ووصفه بكتاب غير مثير للإعجاب. وصفت آنترسيبت (Intercept) أيضًا التسويق متعدد المستويات بأنه من أشكال المخطط الهرمي، وأعربت عن أسفها لتوصية المؤلفين بالتكتيك. انتقدت سان انتونيو آكسبريس نيوز (San Antonio Express-News) النصيحة المتناقضة الواردة في الكتاب.

## ملخص عن الكتاب
نلاحظ أن المقدمة في كتاب «لماذا نريدك أن تصبح غنيًا؟»، ليس المقصود منها أن تكون دليلًا تقنيًا مع توصيات محددة. يحذر الكتاب القارئ من أن طبقات الطبقة الوسطى الأمريكية أخذت بالتقلص بسبب عوامل متعددة، متضمنةً توقيف زيادة المواليد، وارتفاع سعر النفط الخام الخفيف، وانخفاض رواتب العمل للموظفين، وزيادة الدين القومي للولايات المتحدة، وانخفاض قوة الدولار في الولايات المتحدة. يحذر المؤلفون من أن الأفراد لا ينبغي أن يعتمدوا على البيروقراطية الفيدرالية للحصول على الدعم لمواجهة المشكلات, ومنها ضغط الطبقة الوسطى والعولمة الاقتصادية وتهديدات الإرهاب. ويؤكدون أن فرص العمل لا تخلقها الحكومة بل ريادة الأعمال.
ينصح ترامب وكيوساكي, بأن هذه المشكلات تخلق فرصة للمستثمرين في شكل طبقة اجتماعية مستقبلية في الولايات المتحدة ذات مستويين فقط. يؤكد المؤلفون أن مثل هذا النظام سيفيد غالبًا الأفراد الأثرياء. كتب ترامب أن الأثرياء قادرون على تحديد المزايا الاستراتيجية «الأثرياء سوف يكتشفون الفرص، بينما سيخفي الفقراء رؤوسهم ويتظاهرون بأن ذلك لا يحدث».
ينتقد المؤلفون الناس الذين يرغبون في توفير المال من طريق البخل. يعلق ترامب قائلًا: «العديد من الناس بخلاء فكر وبخلاء جيب. يمكنك أن تصبح ثريًا ببخلك, ولكن من يريد أن يكون شخصًا غنيًا وبخيلًا». يروي ترامب قصة عن صديق له,  كان يسافر دائمًا في الدرجة الأولى بصرف النظر عن ضائقته المالية، «لقد احتاج إليها عقليًا, أراد الطيران في الدرجة الأولى لأنه أراد عقليًا أن يعتقد أنه الأفضل, وهذا جعله في حالة ذهنية جيدة وأصبح رجلًا ناجحًا جدًا».
يضيف هذا الكتاب نصائح في التمويل الشخصي للقارئ من معرفة  ترامب العقارية وخبرة كيوساكي الاستثمارية. يتضمن الكتاب أيضًا  اقتباسات من أعمال وخطابات سابقة لكلا المؤلفين ورسوم بيانية توضيحية. يشير ترامب وكيوساكي إلى وارن بافيت مثالًا على نجاح الاستثمار.
يثقف الكتاب القارئ عن نظرية «الربع التدفق النقدي», ويصنف الأفراد إلى فئات من المستثمرين: شخص يعمل لحسابه الشخصي, وصاحب العمل, وموظف. يشرح المؤلفون الإيجابيات والسلبيات لكل فئة. يؤكد كيوساكي بأن العقلية المختلفة, مطلوبة لرؤيتهم للنجاح: «عندما نفكر أنا ودونالد في العمل الجاد، في حين نعمل كلانا بجد بنحو فردي، نفكر غالبًا في الأشخاص الآخرين الذين يعملون بجد من أجلنا للمساعدة في جعلنا أغنياء».
يدعو كيوساكي إلى محو الأمية المالية، ويستشهد ترامب بدراسة الحالة التاريخية من حياته المهنية في مجال العقارات. ينتقد كيوساكي الذين ينسبون إلى نظرية الوزارة المالية الحديثة ويستثمرون في الصناديق المشتركة. بدلًا من ذلك، يوصي الكتاب بالاستثمار في شركات تسويق متعددة المستويات، التي يجري إعطاؤها فصلًا في العمل. يناقش بأنه من طريق الحصول على قروض من أحد البنوك، يمكن للمرء الاستفادة من الاستثمار العقاري لتحقيق عوائد أعلى. يوصي ترامب وكيوساكي بقراءة المزيد من كتبهما وعروضهما التعليمية في الكتاب.  
يشرح الكتاب عقلية العمل من طريق تعريف القارئ بمصطلحات وقت وأموال الأشخاص الآخرين. كتب كيوساكي: «في حين أن النصيحة المالية لادخار المال والاستثمار في الصناديق المشتركة قد تكون نصيحة جيدة للفقراء والطبقة الوسطى، فإنها ليست نصيحة جيدة للأشخاص الذين يريدون أن يصبحوا أغنياء».

## التأليف والنشر
قبل عملهما معًا في الكتاب, كان دونالد ترامب قد أسس نفسه في التطوير العقاري, وكتب كتاب «فن إجراء الصفقات». وألَّف روبرت كيوساكي الكتاب الأكثر مبيعًا في صحيفة نيويورك تايمز «الأب الغني, والأب الفقير».
المراجع 